# جاي لورانس سميث
جاي لورانس سميث (بالإنجليزية: J. Lawrence Smith)‏ هو صحفي وأستاذ جامعي وكيميائي وطبيب أمريكي، ولد في 17 ديسمبر 1818 في كنتاكي في الولايات المتحدة، وتوفي في 12 أكتوبر 1883 في لويفيل في الولايات المتحدة.